# Monodictys cellulosa
Monodictys cellulosa är en lavart som beskrevs av S. Hughes 1958. Monodictys cellulosa ingår i släktet Monodictys, klassen Dothideomycetes, divisionen sporsäcksvampar och riket svampar.  Arten är reproducerande i Sverige. Inga underarter finns listade i Catalogue of Life.